# Jesús del Gran Poder (avión)

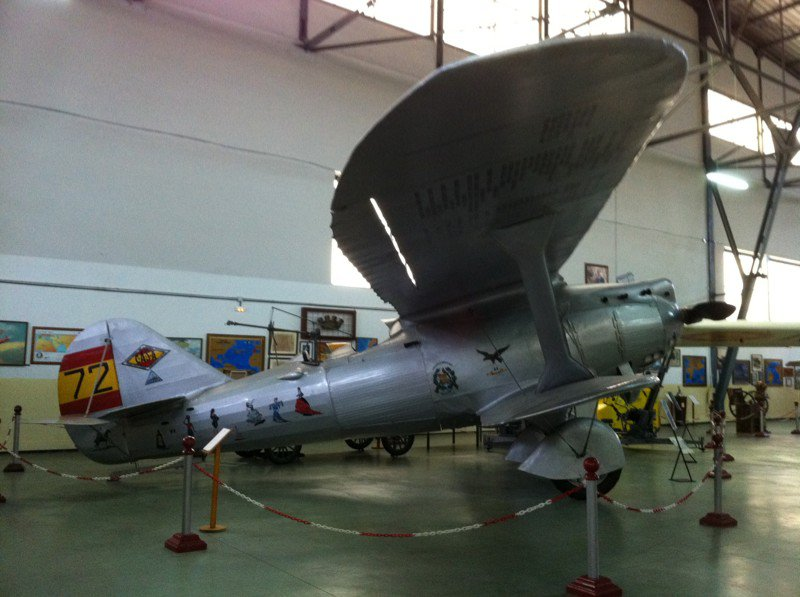
Foto del lateral del Jesús del Gran Poder, expuesto en el Museo del Aire en Madrid (2011).

El Jesús del Gran Poder es una variante especial del avión Breguet 19, denominada Breguet 19 G.R. (Grand Raid), con matrícula 12-72.
Realizó un vuelo transatlántico histórico desde Sevilla, en España, hasta Bahía, en Brasil, de unos 6.716 km, despegando el 24 de marzo de 1929. Se encuentra expuesto desde 1968 en el Museo del Aire, en Madrid.

## Historia
Tras la celebración de un concurso en febrero de 1923, los primeros treinta modelos Breguet 19 fueron adquiridos directamente del fabricante francés y los siguientes a Construcciones Aeronáuticas S.A. (CASA), empresa que se fundó en 1923 para fabricar con licencia este tipo de avión y que construyó 203 unidades, la primera de las cuales voló en noviembre de 1926.

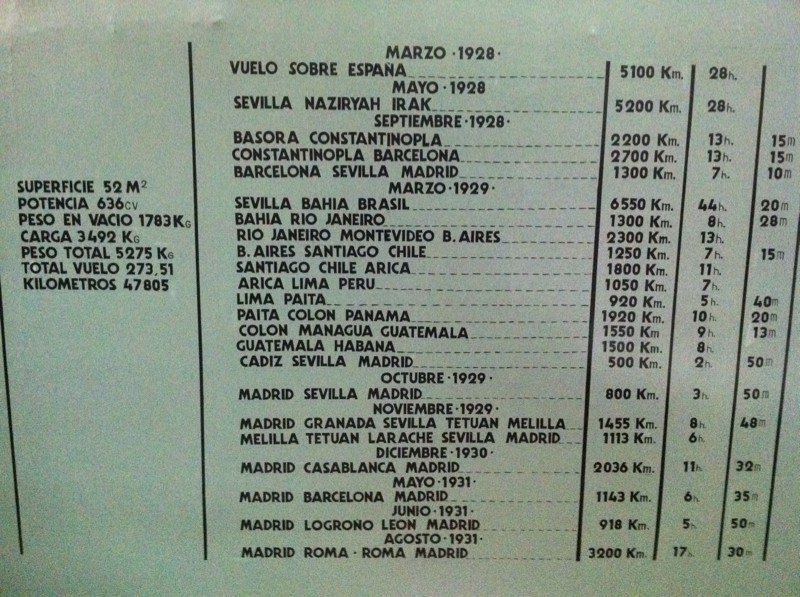
Detalle pintado en el ala derecha del avión con los datos de la ruta y del avión (2011).

La empresa CASA construyó dos aparatos de otras variantes especiales, una denominada Breguet 19 Bidón y otra del Breguet 19 Super Bidón. Este último, bautizado con el nombre Cuatro Vientos, desapareció  pilotado por  Mariano Barberán y Collar sobre la península del Yucatán durante un vuelo desde La Habana a México, después de haber efectuado un gran salto de 6.300 km sobre el mar. Tanto este último como la primera versión especial tenían adaptaciones para aumentar su autonomía y poder realizar vuelos de larga distancia. Ambos fueron entregados en la fábrica de Getafe al Ejército del Aire de España en marzo de 1928, con números de construcción 41 y 42 y matrículas militares 12-71 y 12-72, respectivamente. 
El 30 de abril de 1928 fue bautizado como Jesús del Gran Poder por la princesa Victoria Eugenia de Battenberg, en una ceremonia celebrada en el aeródromo de Tablada de Sevilla. Este Breguet 19 G.R. tenía un motor Hispano Suiza 51V de 600  CV y un depósito con capacidad para 5000 litros de gasolina. Fue decorado por Lafita y Manzano con dibujos típicos alusivos de provincias españolas.

## Vuelos
Algunos de sus vuelos más señalados son los siguientes:
- El 26 de abril de 1928 el avión despegó de Tablada y realizó un vuelo de prueba que duró 28 horas, batiendo un récord nacional.[2]
- El 11 de mayo de 1928 realizaron otro vuelo desde Tablada que se estrelló contra una camioneta en el mismo aeródromo.[2]
- El 29 de mayo de 1928 el avión emprendió un vuelo a Bombay, pero una avería les obligó a tomar tierra cerca de Basora.[2]
- El avión emprendió un vuelo el 24 de marzo de 1929 desde la base aérea de Tablada hasta Bahía (Brasil).[2]

## Reconocimiento
- En Alcalá de Henares se le ha dedicado la "calle Avión Jesús del Gran Poder".